# Pajam Bujeri
Pajam Abdossaleh Bujeri Pajani (pers. پیام بویری پیانی; ur. 12 stycznia 1994) – irański zapaśnik walczący w stylu klasycznym. Zdobył brązowy medal na igrzyskach azjatyckich w 2014 i na mistrzostwach Azji w 2015 i 2016. Pierwszy w Pucharze Świata w 2016 i trzeci w 2015. 
Wicemistrz świata juniorów w 2014 i trzeci w 2012. Trzeci na MŚ U-23 w 2017. Mistrz Azji juniorów z 2014 roku.